# Joseph Cochez
L'abbé Joseph Cochez, est un poète belge de langue latine, un philologue et professeur à l'Université catholique de Louvain. Il naquit à Evaarde (Flandre orientale) le 28 mars 1884 et mourut le 27 juillet 1956.
Il est le fondateur d'une revue savante consacrée à la philologie classique: Philologische studien.
En dehors de ses occupations professorales il cultivait les Muses latines et à la manière d'un Guido Gezelle latin il épanchait son cœur en des poèmes écrits en strophes saphiques débordant de mysticisme et de sentiments.

## Œuvres érudites
- 1914: L'esthétique de Plotin.
- 1923: Marci Tulli Ciceronis oratio pro Sulla.

## Œuvres poétiques
Se œuvres poétiques sont dispersées dans divers recueils, les archives de la KUL ont de lui quelques poésies manuscrites.
Parmi ses poèmes imprimés:
- 1928: "Bibliothecae Lovaniensi reparatae", dans Viva Camena, latina huius aetatis carmina, cum commentariolo Iosephi et Linae Ijsewijn-Jacobs "de litteris latinis recentioribus", Zurich et Stuttgart, 1961, p.39.
- "Universitas Lovaniensis Ioanni Cardinali Mercati", dans Viva Camena, latina huius aetatis carmina, cum commentariolo Iosephi et Linae Ijsewijn-Jacobs "de litteris latinis recentioribus", Zurich et Stuttgart, 1961, pp. 39-40.